# Paradelphomyia (Oxyrhiza) macracantha
Paradelphomyia (Oxyrhiza) macracantha is een tweevleugelige uit de familie steltmuggen (Limoniidae). De soort komt voor in het Palearctisch gebied.